# Mildred Douglas
Mildred Douglas (Curaçao, 5 april 1950) is een Nederlandse zangeres.

## Carrière
Zij werkte als achtergrondzangeres mee op albums van onder andere Benny Neyman, Rob de Nijs en haar broer, jazzgitarist Franky Douglas. In 1977/1978 zong ze bij de Amsterdamse funkgroep Solat. Ze werd lid van de in 1980 opgerichte band Fruitcake, maar verliet de band na een jaar. Tussen 1983 en 1989 maakte ze deel uit van Mai Tai en startte vervolgens een solocarrière.

## Album
- Face one (1990)